# Tall Sza’ir (Aleppo)
Tall Sza’ir (arab. تل شعير) – wieś w Syrii, w muhafazie Aleppo. W 2004 roku liczyła 285 mieszkańców.